# Императорский склеп
Императорский склеп (нем. Kaisergruft; также Капуцинергруфт нем. Kapuzinergruft — «склеп капуцинов») — крипта венской Капуцинеркирхе, где покоятся императоры Священной Римской империи, Австрийской империи и Австро-Венгрии и члены их семей из дома Габсбургов.

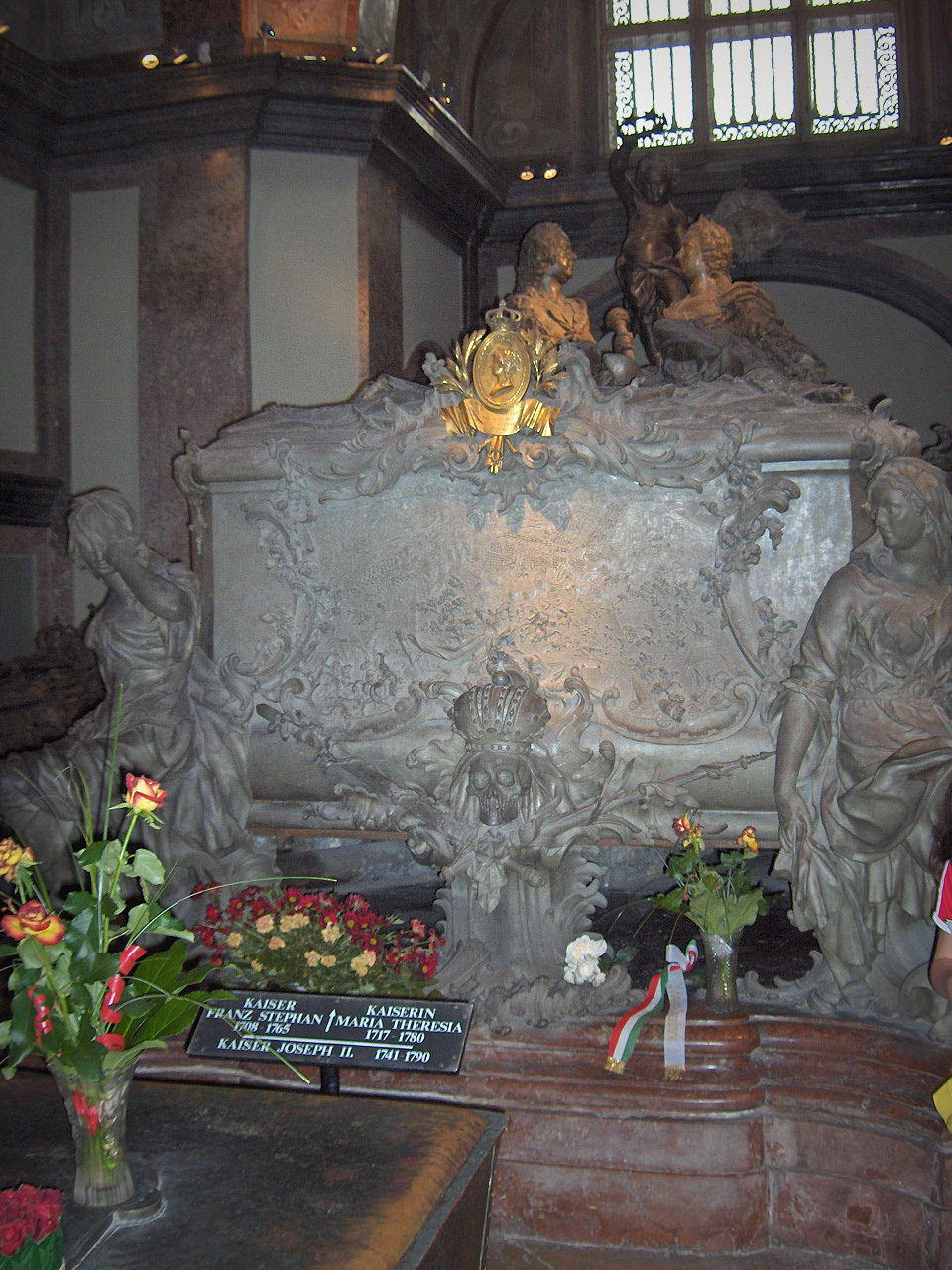
Надгробие Франца I Стефана и Марии Терезии. Скульптор Ф. Моль

Первыми похороненными в склепе были основательница Капуцинеркирхе императрица Анна и её муж император Матвей. Они умерли соответственно в 1618 и 1619 году, а после завершения строительства и освящения церкви в 1633 году их саркофаги были перенесены в «Склеп основателей». Сердца Габсбургов было принято размещать в серебряных урнах отдельно, в Склепе сердец при Августинской церкви, а их внутренности хоронили в медных урнах в Герцогском склепе под собором Святого Стефана.
В склепе Капуцинской церкви покоятся двенадцать императоров (включая императора Мексики Максимилиана, брата Франца Иосифа I), девятнадцать императриц (включая Марию-Луизу, вторую жену Наполеона I) и многие другие члены фамилии Габсбургов (всего 146 человек). Кроме Габсбургов, в Императорском склепе погребена также одна дама, к династии не принадлежавшая — графиня Каролина Фукс-Моллард, любимая воспитательница Марии Терезии, которая пожелала покоиться с ней рядом; на её надгробии императрица приказала написать: «На вечную память благосклонного благодарного сердца о благородном воспитании добродетели». Кроме того, в склепе есть четыре урны с забальзамированными сердцами покойных.
Последнее погребение в склепе Капуцинов произошло 16 июля 2011 года, когда в нём был похоронен умерший в 2011 году последний кронпринц из дома Габсбургов Отто фон Габсбург.
Императорский склеп делится на девять меньших склепов, а также капеллу (Gruftkapelle), где покоится жена Карла I императрица Цита Бурбон-Пармская, пережившая мужа на 67 лет, и один из их сыновей, умерший в 2007 году. С художественной точки зрения примечательны склеп Карла VI (основан им в 1720) и склеп Марии-Терезии (1758), декорированный в стиле рококо.
При внесении гроба в церковь герольд из процессии стучал в ворота; настоятель, монах-капуцин, спрашивал на латыни: «Кто просит о входе в эту усыпальницу?»; ему отвечали (к примеру): «О входе в эту усыпальницу просит раб Божий Франц; в земной жизни он был австрийским императором». Капуцин отвечал: «Такого мы не знаем!». Второй раз повторялось то же. На третий раз ответ герольда был: «Раб Божий Франц, бедный грешник!». И двери открывались.